# Гексабромацетон
Гексабромацетон — органическое вещество, производное ацетона. Используется в органическом синтезе как бромирующий реагент, а также как реагент для получения трибромацетатов и трибромацетамидов.

## Получение
Впервые о синтезе гексабромацетона сообщено в 1969 году. Его получают по реакции ацетона с бромом в присутствии ацетата натрия в ледяной уксусной кислоте. Выход реакции составляет 60 %. При необходимости гексабромацетон можно очистить перекристаллизацией из гексана.

## Строение и физические свойства
Гексабромацетон растворим в большинстве органических растворителей. Он вреден для здоровья и является ирритантом, поэтому работать с ним необходимо в вытяжном шкафу.
В 13С ЯМР-спектре в дейтерохлороформе гексабромацетон даёт два резонансных сигнала: при  173,6 м. д. (С=О) и 24,8 м. д. (CBr3). В ИК-спектре наблюдаются полосы при частотах 1725, 1070, 763 и 563 см–1.
Изучалась устойчивость гексабромацетона при ультрафиолетовом облучении и при нагревании до 80 °С. Даже через 48 часов выдерживания при указанных условиях образцы гексабромацетона сохраняли способность количественно превращать фенилэтиловый спирт в соответствующий бромид.

## Химические свойства и применение
Гексабромацетон интересен как реагент, позволяющий в комбинации с трифенилфосфином превращать спирты в соответствующие бромиды. Его выгодно отличает то, что в реакции не образуется побочного бромоводорода, а значит этот реагент можно использовать для субстратов, чувствительных к кислотам. В качестве модельного субстрата использовали фенилэтиловый спирт: даже 0,3 эквивалента гексабромацетона было достаточно, чтобы за 15 минут количественно превратить спирт в бромид. Далее эта система была применена для получения широкого ряда бромидов из первичных и вторичных спиртов. В случае третичных спиртов выход бромида снижался и наблюдалось существенное количество алкена — продукта реакции отщепления.
Также гексабромацетон с трифенилфосфином можно применять для превращения карбоновых кислот в ацилбромиды. Это также удаётся сделать за короткое время в мягких условиях. Поскольку сами ацилбромиды неустойчивы и редко являются конечной целью синтеза, этот метод использовали для дальнейшего получения более устойчивых продуктов: амидов, сложных эфиров и др.
Первичные спирты реагируют с гексабромацетоном, превращаясь в алкилтрибромацетаты. Вторичные спирты и бензиловый спирт не дали продуктов ацилирования. Аналогичная реакция протекает с участием аминов; при этом образуются трибромацетамиды.